# 植村明
植村明（日语：／ Uemura Akari；1998年12月30日—）隸屬於UP-FRONT AGENCY旗下，原Hello! Pro研修生第十四期成員，後於2013年以Juice=Juice的成員身分正式出道。
血型O型，身高164.4公分，個人應援色為蜜瓜汁的綠色，但植村曾經在家族的DVD Magazine中透露自己其實最討厭蜜瓜。

## 簡歷
- 2011年，參加早安少女組第九期甄選，於第三次審查中落選。後一直在大阪接受舞蹈訓練[1]。

### 2012
- 3月31日，在『ハロプロ研修生 発表会 2012～3月の生タマゴShow!～』中，發表成為Hello! Pro研修生第十四期成員[2]。

### 2013
- 2月3日，「Hello! Project 誕生15周年記念Live 2013冬」中發表組成團體，第一彈成員為宮本佳林、高木紗友希、大塚愛菜、植村あかり、金澤朋子，以及SATOYAMA MOVEMENT組合GREEN FIELDS成員宮崎由加。組合有增加或刪減成員的可能。[3]
- 2月25日，製作人淳君在部落格發表了新團體的名稱及團名含意。[4]
- 4月3日，發行第一張獨立製作單曲「在我說之前 請抱緊我」，於4月15日的日本公信榜單曲週榜取得第25名。是早安家族中首個以第一張獨立製作單曲就登上公信榜週榜的組合。
- 4月24日，開設官方Ameba部落格。
- 6月13日，於第三張獨立製作單曲「攀登到天空去!」發行活動中，淳君宣佈Juice=Juice於夏天正式出道。

### 2021
- 11月25日，成為Juice=Juice第三代隊長。[5]

## 人物
- 有關名字的由來，華語媒體曾經出現「植村明梨[6]」、「植村朱莉[7]」等漢語名稱，但植村自己在2018年Hello! Project二十週年網上訪問中提到在小學時期的功課要交出自己名字的由來，當時母親列出三個意思，最後在裡面選擇了「祈求前路一片光明[8]」。
- 雖然外表成熟，但是性格則很天然和我行我素[9][10]。
- 在Hello! Project中最尊敬的前輩是同樣參加早安少女組九期選拔的鞘師里保，原因是「唱歌跳舞都很厲害」 。
- 加入Juice=Juice初期是歌唱表現最差的成員，曾經接受過歌唱導師菅井秀憲的嚴格指導。
- 曾經被形容與Berryz工房的熊井友理奈樣子相似[11]。
- 喜歡吃巧克力但不喜歡吃蜜瓜[12]，縱然在組合的個人應援色是蜜瓜綠。
- 非常喜歡數字「23」，例如每月23日一定會在Instagram社交網站發文，喜歡的原因是「沒有任何特別原因[13]」。
- 意外地不太懂得利用科技。早期使用部落格發文時不懂得調校相片大小，發文大多都是短短一篇草草了事，發照片也經常比其他成員慢幾拍。初開Instagram社交網站時也不追蹤其他成員的帳戶，直至開始追蹤喜歡的聲優上坂堇為止。
- 與同組合後輩松永里愛、BEYOOOOONDS的岡村美波、Tsubaki Factory的岸本ゆめの及秋山真緒一樣是目前早安家族中少數大阪府出身的成員，更與秋山以母女相稱。
- 曾經在電台節目「Young Town」中透露曾經訂下20歲卒業的目標，亦有與經理人提過其計劃。但臨到20歲的時候經理人重提卒業安排時就表示「這是不肯定的事，不如放棄吧」因而作罷。
- 愛狗人士，加入Juice=Juice初期表示希望自己會成為犬隻訓練員，亦曾經嘗試熟記犬隻種類[14]，另外亦有飼養雌性虎皮鸚鵡「Happy」[15]。
- 因為外貌及身形姣好而經常被香港媒體報導。2018年12月Juice=Juice遠赴香港參加大埔超級城的商場活動期間，台下觀眾為同月生日的宮本佳林、稻場愛香及植村明慶祝生日[16]，但事後香港當地娛樂新聞報導中幾乎全部都寫成只為植村明慶祝生日[17][18]。

## 演出

### 舞台劇
- もしも国民が首相を選んだら（2013年4月24日 - 30日、全労済ホール スペース・ゼロ）[19]
- 演劇女子部『ミュージカル 恋するハローキティ』（2014年11月19日 - 24日、紀伊國屋サザンシアター） - 菅野アリサ 役
- 演劇女子部『タイムリピート〜永遠に君を想う〜』（2018年9月28日 - 10月8日、全労済ホール／スペース・ゼロ）[20] - リョウ 役[21]
- JKニンジャガールズ（2017年3月2日・3日、全労済ホール/スペース・ゼロ） - 日替わりゲスト[22]

### 電台節目
- Juice=Juice金澤朋子と植村あかりのクリスマスもマイペース！ （2015年12月23日、ラジオ関西）[23]
- アキナの週刊ヤングフライデー（2019年10月4日 - 12月27日、MBSラジオ）[24] - 期間レギュラー
- ラジオでもない音（2019年11月10日 - 2020年3月31日）、MBSラジオ）[25] - MC

## 所屬團體
- Hello! Pro研修生（2012年～2013年）
- Juice=Juice（2013年～）

## 作品

### 映像作品
- Greeting 〜植村あかり〜 （2014年7月19日、アップフロントワークス） - e-Hello!（イーハロ）シリーズ（e-LineUP!期間限定販売）[26]
- あかり （2015年12月16日、hachama） - BD[27]
- Take It Early （2016年8月17日、hachama） - BD[28]

### 写真集
- AKARI（2015年10月29日、ワニブックス、撮影：西田幸樹）[29][30]
  - ISBN 978-4847047893（通常版）
  - ISBN 978-4847047909（Amazon限定カバーVer.）
- AKARIⅡ（2016年7月25日、ワニブックス、撮影：西田幸樹）[31][32]
  - ISBN 978-4-8470-4852-4
- AKARIⅢ（2019年1月9日、オデッセー出版 / ワニブックス、撮影：根本好伸）[33]
  - ISBN 978-4-8470-8184-2

## 外部連結
- Juice=Juice Hello!Project官方頁面（页面存档备份，存于）
- Juice=Juice YouTube官方頁面（页面存档备份，存于）
- Juice=Juiceオフィシャルブログ （页面存档备份，存于）